# Victor von Vita
Victor von Vita (bzw. Viktor von Vita; † nach 490) war ein spätantiker Kirchenhistoriker. Er war Bischof seiner Heimatstadt Vita in Byzacena, Africa, welches damals unter der Herrschaft der Vandalen stand. Er wurde später heiliggesprochen; sein Festtag ist der 23. August.
Victor verfasste um 489/90 im Auftrag des katholischen Bischofs Eugenius von Karthago eine Historia persecutionis Africanae provinciae, eine Geschichte (der Verfolgungen) der katholischen (d. h. dem nicaenischen Glaubensbekenntnis der römischen Reichskirche anhängenden) Bevölkerung Africas unter den arianischen Vandalenkönigen Geiserich und Hunerich. Das Werk ist eine der wichtigsten Quellen für die Geschichte des Vandalenreichs; es beinhaltet unter anderem den Text von drei Edikten Hunerichs, darunter sein Verfolgungsedikt, und den Liber fidei catholicae, ein katholisches Glaubensbekenntnis. Es ist in einem stark hagiographischen Charakter abgefasst: Victor betonte den Mut der katholischen Christen gegenüber den Vandalen, war aber nicht immer objektiv; dabei spielte auch Victors römisches Weltbild gegenüber den „Barbaren“ eine Rolle.
Das Werk erfreute sich im Mittelalter und der Frühen Neuzeit teils großer Beliebtheit. Die in manchen Handschriften angehängte Passio beatorum martyrum qui apud Carthaginem passi sunt stammt nicht von Victor selbst, sondern wurde von einem anonymen Autor verfasst.

## Ausgaben und Übersetzungen
- Karl Halm (Hrsg.): Auctores antiquissimi 3,1: Victoris Vitensis Historia persecutionis Africanae provinciae sub Geiserico et Hunirico regibus Wandalorum. Berlin 1879, S. 1–58 (Monumenta Germaniae Historica, Digitalisat)
- John Moorhead (Übersetzer): Victor of Vita: History of the Vandal Persecution (= Translated Texts for Historians. Band 10). Liverpool University Press, Liverpool 1992, ISBN 0-85323-127-3 (englische Übersetzung).
- Serge Lancel (Hrsg.): Victor de Vita: Histoire de la persécution vandale en Afrique suivie de La passion des sept martyrs. Registre des provinces et des cités d’Afrique. Les Belles Lettres, Paris 2002, ISBN 2-251-01429-2 (Edition mit französischer Übersetzung und Kommentar; Standardausgabe)
- Konrad Vössing (Hrsg.): Victor von Vita: Kirchenkampf und Verfolgung unter den Vandalen in Africa. Historia persecutionis Africanae provinciae temporum Geiserici et Hunerici regum Wandalorum. Wissenschaftliche Buchgesellschaft, Darmstadt 2011, ISBN 978-3-534-23209-3 (lateinischer Text und deutsche Übersetzung)
- Pedro Herrera Roldán (Übersetzer): Víctor de Vita: Historia de la persecución vándala en África (= Biblioteca de Patrística. Band 121). Madrid 2022, ISBN 978-84-9715-527-4 (spanische Übersetzung)